# Lijst van wadi's in Tunesië
Dit is een lijst van wadi's in Tunesië. De wadi's (rivierdalen die regelmatig droogvallen) zijn geordend naar drainagebekken en de opeenvolgende zijstromen zijn ingesprongen weergegeven onder de naam van elke hoofdstroom.

## Noordkust
- Oued Zouara
- Oued Sejenane
  - Oued Zitoun
- Oued Joumine
- Oued Tine
- Oued Medjerda
  - Oued Siliana
  - Oued Tessa
  - Oued Mellègue
    - Oued Sarrath
- Oued Miliane
  - Oued el Hamma

## Oostkust
- Oued el Hadjar
- Oued Lebna
- Oued Chiba
- Oued Nebhana
- Oued Zeroud
  - Oued Merguellil
  - Oued el Hattab
  - Oued el Hajel
    - Oued el Fekka
- Oued el Leben

## Binnenland
- Oued el Melah
  - Oeud Sefioune
    - Oued el Kebir
- Oued Jeneien